# Benjamin (Texas)
Pour les articles homonymes, voir Benjamin.
La ville de Benjamin est le siège du comté de Knox, dans l’État du Texas, aux États-Unis. Sa population s’élevait à 258 habitants lors du recensement de 2010, estimée à 264 habitants en 2016.

## Histoire
Benjamin a été fondée en 1885.

## Démographie
| Groupe            | Benjamin | Texas | États-Unis |
| ----------------- | -------- | ----- | ---------- |
| Blancs            | 93,4     | 70,4  | 72,4       |
| Autres            | 3,1      | 15,0  | 12,1       |
| Métis             | 2,3      | 2,7   | 2,9        |
| Afro-Américains   | 1,2      | 11,9  | 12,6       |
| Total             | 100      | 100   | 100        |
|                   |          |       |            |
| Latino-Américains | 20,9     | 37,6  | 16,7       |

Selon l’American Community Survey, pour la période 2011-2015, 87,70 % de la population âgée de plus de 5 ans déclare parler l'anglais à la maison et 12,30 % l'espagnol.

## Source
- (en) Cet article est partiellement ou en totalité issu de l’article de Wikipédia en anglais intitulé « Benjamin, Texas » (voir la liste des auteurs).

1. ↑  (en) Edloe A. Jenkins, « Benjamin, TX », sur tshaonline.org (consulté le 1er avril 2018).
2. ↑  (en) « Benjamin, TX Population - Census 2010 and 2000 », sur censusviewer.com.
3. ↑  (en) « Population of Texas - Census 2010 and 2000 », sur censusviewer.com.
4. ↑  (en) « Language spoken at home by ability to speak English for the population 5 years and over », sur factfinder.census.gov.